# Glicómica
La glicómica, un término análogo al de genómica y proteómica, es el estudio comprensivo de los glicomas, incluyendo, entre otros, aspectos genéticos, fisiológicos, patológicos. El término glicómica se deriva del prefijo químico para los azúcares "glyco-" (del griego), y se formó para seguir la convención de nombres establecida por los términos genómica y proteómica. 
La identidad de la totalidad de carbohidratos de un organismo es, por lo tanto, referida colectivamente como el glicoma.
Esta área de investigación trata con un nivel inherente de complejidad no visto en otras áreas de la biología aplicada. Mientras que los genes se componen de 4 bloques constituyentes (los nucleótidos) y las proteínas de 20 (los aminoácidos), los carbohidratos tienen una multitud de bloques constituyentes. Además, mientras que estos bloques constituyentes sólo pueden ser unidos secuencialmente de forma lineal en proteínas y genes, en el caso de los carbohidratos éstos también pueden incorporarse de forma ramificada, incrementando el grado de complejidad.